# Водокрещи
Водокре́щи — день народного календаря у славян, приходящийся на 6 (19) января, один из больших годовых праздников у славян. В этот день заканчивались Святки, совершалось освящение водоёмов, купались в проруби и начинали готовиться к зимнему свадебному сезону (малая свадебница).

## Другие названия праздника
рус. Богоявление, Иордань, Праздник Светов, бел. Вадохрышча, Хрышчэнне, Кшчэнне, Свята вады, Святоха, Ярдань, свята Трох каралёў, полес. Довохрище, Удохрище, укр. Богоявління Господнє, Водохрища, Водохрищі, Йордан, Єрдань, Ордань, болг. Йордановден, Водици, Водокръщи, Богоявление, Иорданов день, ИЙордановден, Ярдановден, Кърс, Одици, Удици; макед. Водици, Мъжски Водици, Мошки Водици, Богоjавление, Водокрст; серб. Водена слава, Водици, Богоjaвљење.
В этот день почитаются в том числе: православными славянами — Крещение Господне, Богоявление; славянами-католиками — Три царя (Три короля); что и присутствует в названиях дня.

## Традиции
В восточно-славянской традиции наиболее значимым является канун Водокрещей — Крещенский вечер. У южных славян восточной части Балкан в комплекс крещенских праздников, помимо кануна Водокрещей, могут входить и ближайшие к этой дате дни — день Ивана Крестителя (7/20.1) и Бабин день (8/21.I); ср. связанные между собой по принципу «мужской-женский» названия праздников: макед. Машки водици [то есть мужские Водокрещи] (6/19.1) и Женски Водици [женские Водокрещи] (7/20.1); в.-серб. Водице (6/19.1), Жабице (7/20.1), Бабице (8/21.1). В Македонии, где крещенский комплекс обрядов особенно развит, к дням «мужского» и «женского» Крещения приурочены особые ритуалы, когда в первый день в реке купали мужчин и мальчиков-первенцев в семье, а во второй день — невесток и девочек-первенцев; в первый день совершались обходы села «мужской колядой» (макед. машко коледе), во второй — «женской» (макед. женско коледе).
Славяне верили, что в полночь накануне Крещения вода в водоёмах приобретает особую силу: она превращается в вино; на миг останавливаются реки и вода становится чудодейственной, «святой» и чистой; можно увидеть, как она волнуется, колышется. Считается, что богоявленская вода знаменует одухотворение и преображение стихий. Центральным событием праздника было церковное освящение воды, которое могло происходить как в церкви, так и на реке или у колодца (у болгар и македонцев погружение креста в воду могло совершаться накануне). Освящённую воду бережно приносили в дом. Все ею умывались, на ней готовили, использовали как лечебное средство при болезнях телесных и душевных. Принесенной в дом богоявленской водой хозяева окропляли дом, людей, двор, скот, ульи, огороды, лили её в колодец, добавляли в корм скоту, в бочки с вином. Говорили, что «в богоявленскую ночь, перед утренней, небо открывается, о чём открытому небу помолишься, то сбудется». Но якобы не всем дано видеть это, а только самым благочестивым людям. Но если помолится грешник святому небу в это время, то сбудутся и его желания. Есть поверье, что если поставить под образами чашу с водою да «с верою» посмотреть на неё, — то вода сама собою всколыхнётся в крещенский полдень, что означает: «осеняет и освящает её крещающийся Сын Божий».
Главное событие этого дня — водосвятие, для чего в одном из водоёмов делается прорубь — Иордань. После торжественного крестного хода совершается молебствие. После молебна в проруби купаются: больные — излечиться от болезни, а здоровые — очиститься от греха. В основе зимнего купания русских лежит древний языческий обычай ритуального очищения водой. Верили, что сама прорубь и место вокруг неё обладают чудесной силой. На Русском Севере колядовщики купались в проруби, чтобы вернуть «тому свету душу предка», которому «одалживали» на время Святок своё тело.
В некоторых губерниях Российской империи в XIX веке в этот день устраивались смотрины. Наряженные девушки выстраивались около Иордани или на берегу, а парни выглядывали себе невест.
Среди крестьян было распространено поверье[где?][когда?], что на Водокрещи, как на Пасху, Ивана Купалу и Рождество, играет солнце. Считалось, что в эту ночь «отверзаются небесные врата; пресветлый рай, в котором обитает солнце, открывает свои сокровища; воды в реках и источниках приходят в движение и при этом претворяются в вино; на деревьях являются цветы и зреют золотые яблоки». Ночь под Крещение считается наиболее благоприятным временем молитвы к Богу о самом сокровенном.
После окончания голодной кутьи сено, что лежало в течение двух калядных недель, убиралось со стола и относилось скоту, чтобы улучшить и ускорить молоко у коров, а заодно уберечь от ведьминых проказ. В Воронежской области на Крещенье давали скотине «немолоченный» сноп, чтобы скотина «разговелась». В Полесье на Крещенье рисовали кресты и коней на дверях. Когда рисовали коней — приговаривали: «Прыехали на коних, на коних и уедзеце», для того «шоб граза ня била ў хату». Крест — «то Коляда уезжает». Местами исписывали мелом стены, двери и печь разными фигурами деревьев, птиц, зверей, всадников.
Ещё в XX веке русские крестьяне, чтобы предостеречь свой дом от пожара, на Крещенской неделе читали: «Шли святые за мной, несли чашу с водой. Если пожару быть, святые станут пожар тушить. Не гори раз, не гори два, не гори три. Ни сегодня, ни завтра, никогда не гори. Святые стоят, мой дом охраняют. Аминь».
В Курской губернии под Рождество и под Крещенье жгут навоз среди двора, чтоб родители на том свете согревались.
В этот изгоняли бесов из домов, строений. Для этого шумели: гремели посудой, стреляли из ружей, парни с криками и гиканьем скакали верхом по деревне и «лупили» мётлами и кнутами по углам и закоулкам, где могла спрятаться нечисть.
С Крещенья до Масленицы — свадебные недели.
В Болгарии, Македонии и Греции после освящения воды организуют торжественные процессии с хоругвями к водоёму. Существует обычай бросать деревянный крест в воду и после этого нырять за ним. Выловить крест из воды считается почётным. Народное название праздника в Болгарии — «Йордановден», а в Македонии — «Водицы».

## Поговорки и приметы
- От Оспожинок до Водокрещей минуло. От Водокрещей до Евдокей пройдёт семь недель с половиной[1].
- На протяжении двенадцати дней после водосвятия в проруби нельзя стирать[31].
- В богоявленскую ночь, перед утренней, небо открывается[32].
- Трещи мороз, не трещи, а минули Водокрещи[32].
- Дуй не дуй, не к Рождеству идёт, к Великодню[32].
- На Крещение чёрт из воды убегает, садится на вербу. На Вербицу — снова с вербы в воду. (полес. На Крэшчэне чёрт з воды утекае, сядае на вэрбу. На Вэрбницу — снова з вэрбы на воду)[24].